# Heinz Rauch
Heinz Rauch (* 23. November 1914 in Schönefeld bei Leipzig; † 19. Dezember 1962 in Warschau) war ein deutscher Politiker (KPD/SED), Spanien- und Widerstandskämpfer. Er war Leiter der Staatlichen Zentralverwaltung für Statistik und Mitglied des Ministerrats der DDR.

## Leben
Rauch entstammte einer Arbeiterfamilie. Er fand nach Abschluss seiner Banklehre eine Anstellung bei der Dresdner Bank. 1933 trat er in Leipzig der KPD bei. Im Juli 1933 emigrierte er über Dänemark nach Schweden. Im August 1934 gelangte Rauch durch einen Auslieferungsantrag zu gewisser Publizität und erhielt dabei auch Kontakt zu dem bekannten schwedischen Anwalt Georg Branting (1887–1965), Sohn des ehemaligen schwedischen Ministerpräsidenten Hjalmar Branting (1860–1925). Im November 1934 wurde er verhaftet. 1935/36 arbeitete er als Werkzeugschlosser in Stockholm. Im Sommer 1936 ging Rauch nach Spanien und nahm als Angehöriger der Internationalen Brigaden am Spanischen Bürgerkrieg teil. Zuerst war er bei der XIV., dann bei der XI. Brigade. Er besuchte die Offiziersschule Pozo Rubio bei Albacete. Nach schwerer Verwundung wurde er zum Leutnant ernannt. 1938 wurde Rauch in die Kommunistische Partei Spaniens überführt. Im selben Jahr kehrte Rauch wieder nach Schweden zurück. Ab 1940 war er Mitglied der Exilleitung der KPD. 1940 heiratete er die schwedische Kommunistin Märta Jansson (1919–1962). Im Juli 1940 ging er für mehrere Monate zur illegalen Arbeit unter deutschen Soldaten nach Norwegen. 1941 erhielt Rauch den Auftrag Verbindung zum illegalen ZK der Kommunistischen Partei Norwegens in Oslo aufzunehmen. Am 2. März 1942 wurde Rauch auf Betreiben der Nationalsozialisten ausgebürgert (Liste 264). 1944 war er Delegierter der KPD-Landeskonferenz in Schweden.
Rauch traf via Danzig am 19. Januar 1946 – unter anderem mit Georg Henke (1908–1986), Sepp Miller (1883–1964), Wolfgang Steinitz (1905–1967) und Paul Verner (1911–1986) – am Stettiner Bahnhof in Berlin ein. Auf eigenen Wunsch ging er zurück in seine sächsische Heimat und besuchte bis März 1946 zunächst die Landesparteischule in Ottendorf. Im April 1946 war er Teilnehmer des Berliner KPD-Parteitages und des Vereinigungsparteitages der SPD und KPD zur SED. 1946/47 war er SED-Sekretär in Bautzen und Mitglied des Bezirksvorstandes Ostsachsen, 1947/48 Leiter des Sowjetischen Nachrichtenbüros für Ostsachsen. 1947 wurde Rauch Mitglied der Vereinigung der Verfolgten des Naziregimes. Von 1948 bis 1950 war er Leiter der Abteilung Agitation beim Bundesvorstand des Freien Deutschen Gewerkschaftsbundes in Berlin. 1948 folgte ihm die Familie in die SBZ. Seine Frau Märta erhielt eine Stelle beim Außenhandel. Im November 1950 wurde Rauch als Pressereferent im Ministerium für Arbeit und im Februar 1951 als Vorsitzender einer Überprüfungskommission im Regierungsapparat eingesetzt. Seit 1951 wirkte er als Referent beim Statistischen Zentralamt, ab Januar 1952 als Erster Stellvertreter des Leiters. Nach einem Fernstudium an der Parteihochschule „Karl Marx“ in Berlin (1953–1955) und einem Besuch der Parteihochschule beim ZK der KPdSU in Moskau (1956/57) wurde Rauch im Oktober 1957 als Nachfolger von Fritz Behrens Leiter der Staatlichen Zentralverwaltung für Statistik. Am 19. Juli 1958 wurde er zum Mitglied der Staatlichen Plankommission und am 4. Juli 1962 zum Mitglied des Ministerrates der DDR berufen. Seit dem IV. Parteitag der SED im April 1954 war er Mitglied der Zentralen Revisionskommission der SED.
Rauch kam am 19. Dezember 1962 mit seiner Frau und zwei seiner drei Söhne bei einem Flugzeugabsturz in der Nähe des Warschauer Flughafens ums Leben.

## Auszeichnungen
- Vaterländischer Verdienstorden in Bronze (1955) und in Silber (1959)
- Hans-Beimler-Medaille (1956)
- Medaille für Kämpfer gegen den Faschismus 1933 bis 1945 (1958)

## Schriften
- Heinz Rauch: Die Verbesserung des Arbeitsstils der Staatlichen Zentralverwaltung für Statistik. In: Statistische Praxis : Zeitschrift für Rechnungsführung und Statistik. Band 4, 1959, S. 161–165.